# Герб Почепа
Герб города  По́чеп — административного центра Почепского района Брянской области Российской Федерации.
Герб города утверждён решением исполнительного комитета Почепского районного совета народных депутатов № 398 от 9 августа 1984 года.
Герб подлежит внесению в Государственный геральдический регистр Российской Федерации.

## Описание герба и его символики
«Щит пересечён. В верхнем червлёном поле золотая мортира и две пирамиды черных ядер около неё (то есть герб Брянска), нижняя половина рассечена. Справа в голубом поле серебряные реторта и половина шестерни; слева в зелёном поле серебряный цветок картофеля. В верхней части щита на зелёном поле по советской традиции помещалось название города. В нижней части щита проходила зелено-красно-зелёная орденская лента (медали „Партизану Отечественной войны“)».

Авторы герба — И. К. Скворцов, А. В. Сапегин.